# (400202) 2007 AT14
(400202) 2007 AT14 es un asteroide perteneciente al cinturón de asteroides, descubierto el 21 de octubre de 2006 por el equipo del Mount Lemmon Survey desde el Observatorio del Monte Lemmon, Arizona, Estados Unidos.

## Designación y nombre
Designado provisionalmente como 2007 AT14.

## Características orbitales
2007 AT14 está situado a una distancia media del Sol de 3,130 ua, pudiendo alejarse hasta 3,611 ua y acercarse hasta 2,648 ua. Su excentricidad es 0,153 y la inclinación orbital 23,74 grados. Emplea 2022,77 días en completar una órbita alrededor del Sol.

## Características físicas
La magnitud absoluta de 2007 AT14 es 15,7.